# یواس‌اس زیرکن (پی‌وای-۱۶)
یواس‌اس زیرکن (پی‌وای-۱۶) (به انگلیسی: USS Zircon (PY-16)) یک کشتی است که طول آن ۲۳۵ فوت ۴ اینچ (۷۱٫۷۳ متر) می‌باشد. این کشتی در سال ۱۹۲۹ ساخته شد.